# Sędzia grodzki
Sędzia grodzki (łac. iudex castri) – w średniowiecznej Polsce urzędnik podporządkowany kasztelanowi. Zastępował kasztelana w sądzeniu. Po zjednoczeniu państwa, powstaniu urzędu starosty i wykształceniu starościńskiego sądu grodzkiego sędzia grodzki sądził w tym właśnie sądzie.
Orzekał w sprawach karnych z tzw. czterech artykułów oraz w sprawach cywilnych wnoszonych do sądu grodzkiego, o ile nie był właściwy sąd ziemski. Orzekał na mocy delegowanej mu władzy przez starostę. W razie swej nieobecności wskazywał zastępcę w osobie podsędka.

## Tytuły odojcowskie i odmężowskie
Synom i córkom sędziego przysługiwały tytuły odojcowskie, były to odpowiednio sędzic i sędzianka. Żony miały prawo do tytułu odmężowskiego – sędzina.